# Adetus jacareacanga
Adetus jacareacanga là một loài bọ cánh cứng trong họ Cerambycidae.